# Géza Tuli
Géza Tuli (Budapeste, 4 de novembro de 1888 — Budapeste, 30 de janeiro de 1966) foi um ginasta húngaro que competiu em provas de ginástica artística pela nação.
Tuli é o detentor de uma medalha olímpica, conquistada na edição de 1912, nos Jogos de Estocolmo. Na ocasião, foi o segundo colocado da prova coletiva ao lado de seus quinze companheiros de equipe, quando superou a seleção do Reino Unido, embora tenha sido derrotado pela equipe italiana de Alberto Braglia.